# Association pour le développement des documents numériques en bibliothèques
L’Association pour le développement des documents numériques en bibliothèques (ADDNB) est une association professionnelle française œuvrant dans le domaine des bibliothèques.

## Action
Créée en mars 1996, elle a pour but de développer l’utilisation de tous les documents numériques (logiciels, cédéroms, Internet, etc.), pour encourager la coopération entre les bibliothèques et favoriser la communication avec les éditeurs, organismes et associations concernés.
D'après le site Internet de l'association, elle se veut un lieu collaboratif de réflexion sur les démarches numériques en bibliothèques, un « lieu d’échange, de partage et de diffusion des expériences, des compétences et des savoir-faire » acquis par ses membres dans le domaine du numérique. Les objectifs de l’ADDNB sont mis à jour en 2015 : finies les négociations de droits sur les ressources numériques – cette tâche revenant désormais au Réseau Carel – , place à l’émergence de projets liés aux démarches numériques au sens large en insistant sur l’appropriation numérique et les liens Territoire/Numérique. Il se positionne comme un centre de ressources humaines pour l’accompagnement aux démarches numériques : médiations, accompagnement de projets, expérimentations de nouveaux outils, veille collaborative, prêts de liseuses, tablettes… sans oublier les questions d’ordre technique.
Elle a compté 165 membres. Depuis juillet 2014, un nouveau site en migration vers son nom de domaine http://www.addnb.fr  permet d'offrir ces nouveaux services d'échange et de partage des nouvelles numériques importantes pour les bibliothèques, de veille, d'outils de médiation et de lien vers d'autres ressources utiles.
Enfin, l’ADDNB a changé son appellation en 2015 pour l' : « Association pour le Développement des Démarches Numériques en Bibliothèque » et l’écrire : AddnB.
En février 2018, l'association convoque une assemblée générale extraordinaire dont l'ordre du jour concerne la dissolution de l'association.